# Watford FC
Watford FC är en engelsk professionell fotbollsklubb i Watford, grundad 1881. Hemmamatcherna spelas på Vicarage Road och smeknamnet är The Hornets ("Bålgetingarna") efter klubbens gulsvarta matchställ. Klubben spelar sedan säsongen 2022/2023 i EFL Championship.
Klubben är främst känd för att under åren 1978–1982 ha avancerat från fjärde till högsta divisionen. Klubben förknippas även starkt med artisten Elton John, som under två olika perioder varit verksam som ordförande i klubben.

## Historia
Klubben bildades 1881 under namnet Watford Rovers FC av Henry Grover, som även spelade som mittback under ett antal år. Matcherna spelades på olika planer i Watford, bland annat Cassiobury Park och Vicarage Meadow, eftersom klubben inte hade fått någon fast hemmaplan. 1886 spelade klubben sina första tävlingsmatcher i FA-cupen och Herts County Cup. 1890 blev Rovers den officiella fotbollssektionen i West Hertfordshire Sports Club och fick en ny arena, Cassio Road, där klubben skulle spela sina hemmamatcher de kommande 32 åren. Klubben bytte namn till West Hertfordshire FC 1893. Klubben blev professionell 1897 och året efter gick rivalerna Watford St Mary's upp i West Hertfordshire och klubbens officiella namn blev Watford FC.

Klubbens ligaplaceringar från och med 1920.

Watford blev invald i The Football League 1920 då fotbollen nystartades efter första världskriget, och klubben slutade på sjätte plats i division tre säsongen 1920/21. Vicarage Road blev ny hemmaarena för klubben 1922.
Den mest framgångsrika perioden i klubbens historia var mellan 1982 och 1988, med sex säsonger i högsta divisionen. Framgångarna under denna tid möjliggjordes till stor del av betydande ekonomiska tillskott från ett av klubbens fans, popstjärnan tillika ordförande Elton John.
Första säsongen i högsta divisionen (1982/83) var mest framgångsrik, då Watford slutade på andra plats efter Liverpool. 1983/84 gick klubben till final i FA-cupen, där det dock blev förlust mot Everton. Under den här perioden förfogade Watford över spelare som John Barnes och Luther Blissett.
Efter att ha åkt ur högsta divisionen 1988 spelade Watford i näst högsta divisionen fram till 1996, då man åkte ned till tredje högsta divisionen. Den vann man 1997/98 och året efter gick man upp i FA Premier League via playoff-vinst mot Bolton Wanderers. Watfords första säsong i Premier League slutade dock med en sista plats med bara 24 poäng.
I början av 2000-talet var klubben nära konkurs, men tack vare att spelare och personal gick med på en lönesänkning med 12 % och att klubben tog sig till semifinal i FA-cupen lyckades man undvika konkurs.
2006 tog sig Watford tillbaka till Premier League via playoff-vinst mot Leeds United, men kom återigen  sist i Premier League och åkte ur direkt. 2014/15 kom Watford tvåa i The Championship och gick upp till Premier League.
Inför säsongen 2015/16 valde klubben att bygga om såväl träningsanläggning som Vicarage Road för att förbereda sig för Premier League. Under sommaren 2015 förstärktes truppen med spelare som Etienne Capoue, Jose Holebas och Sebastian Prödl.
Watford blev nedflyttade från Premier League säsongen 2019/2020. Efter endast en säsong i Championship blev de åter uppflyttade till Premier League.

## Spelare

### Spelartrupp
| 1  | Norge   | Egil Selvik   | 30 juli 1997    | Udinese (-25)          |
| 12 | England | Nathan Baxter | 8 november 1998 | Bolton Wanderers (-25) |

| 2  | Kongo-Kinshasa | Jeremy Ngakia  | 7 september 2000  | West Ham United (-20) |
| 3  | England        | Max Alleyne    | 21 juli 2005      | Manchester City (-25) |
| 4  | Kamerun        | Kévin Keben    | 26 januari 2004   | Toulouse (-24)        |
| 6  | England        | Mattie Pollock | 28 september 2001 | Grimsby Town (-21)    |
| 16 | England        | Marc Bola      | 9 december 1997   | Samsunspor (-25)      |
| 22 | England        | James Morris   | 23 november 2001  | Southampton (-21)     |
| 25 | Irland         | James Abankwah | 16 januari 2004   | Udinese (-25)         |
| 26 | USA            | Caleb Wiley    | 22 december 2004  | Chelsea (-25)         |
| 45 | England        | Ryan Andrews   | 26 augusti 2004   | Watford FC            |

| 5  | Cypern         | Hector Kyprianou   | 27 maj 2001       | Peterborough United (-25) |
| 8  | Georgien       | Giorgi Chakvetadze | 29 augusti 1999   | Gent (-24)                |
| 10 | Marocko        | Imran Louza        | 1 maj 1999        | Nantes (-21)              |
| 14 | Belgien        | Pierre Dwomoh      | 21 juni 2004      | Antwerp (-24)             |
| 17 | Frankrike      | Moussa Sissoko     | 16 augusti 1989   | Nantes (-24)              |
| 24 | Nigeria        | Tom Dele-Bashiru   | 17 september 1999 | Manchester City (-19)     |
| 39 | Kongo-Kinshasa | Edo Kayembe        | 3 juni 1998       | Eupen (-22)               |

| 7  | England    | Tom Ince          | 30 januari 1992  | Reading (-23)       |
| 9  | Danmark    | Luca Kjerrumgaard | 9 februari 2003  | Udinese (-25)       |
| 11 | Irland     | Rocco Vata        | 18 april 2005    | Celtic (-24)        |
| 18 | Portugal   | Vivaldo Semedo    | 28 januari 2005  | Udinese (-25)       |
| 20 | Mali       | Mamadou Doumbia   | 18 februari 2006 | Watford FC          |
| 34 | Tyskland   | Kwadwo Baah       | 27 januari 2003  | Rochdale (-21)      |
| 42 | Marocko    | Othmane Maamma    | 6 oktober 2005   | Montpellier (-25)   |
| 66 | Australien | Nestory Irankunda | 9 februari 2006  | Bayern Munich (-25) |

Not: Spelare i kursiv stil är inlånade.

### Utlånade spelare
| Nr | Land    | Pos | Namn                                                   |
| -- | ------- | --- | ------------------------------------------------------ |
| 40 | England | MV  | Myles Roberts (i Walsall till 30 juni 2026)            |
| 49 | England | A   | Michael Adu-Poku (i Barrow till 30 juni 2026)          |
| 56 | England | A   | James Clarridge (i Aldershot Town till 1 januari 2026) |

| Nr | Land      | Pos | Namn                                                   |
| -- | --------- | --- | ------------------------------------------------------ |
| —  | Colombia  | A   | Jorge Cabezas Hurtado (i Millonarios till 31 maj 2026) |
| —  | Österrike | MV  | Daniel Bachmann (i Deportivo till 31 maj 2026)         |

## Meriter

### Liga
- Premier League eller motsvarande (nivå 1): Tvåa 1982/83
- The Championship eller motsvarande (nivå 2): Tvåa och uppflyttad 1981/82, 2014/15; Playoffvinnare 1998/99, 2005/06
- League One eller motsvarande (nivå 3): Mästare 1968/69, 1997/98; Tvåa och uppflyttad 1978/79
- League Two eller motsvarande (nivå 4): Mästare 1977/78
- Southern Football League: Mästare 1914/15

### Cup
- FA-cupen: Finalist 1983/84 och 2018/19